# Luca Ciotti
 (Firenze, 18 ottobre 1964) è un astrofisico italiano.
Professore ordinario presso l'Università di Bologna. I principali ambiti di ricerca riguardano la dinamica stellare e la fluidodinamica.

## Biografia
Dopo la laurea in astronomia (1988) e il dottorato di ricerca (1993), conseguiti presso l'Università di Bologna, Ciotti svolge la propria attività di ricerca prevalentemente a Bologna, presso l'Osservatorio astronomico e successivamente presso il dipartimento di astronomia dell'Università, all'interno del quale insegna dal 2002 al 2010 come professore associato, dal 2010 al 2014 come professore straordinario e dal 2014 come professore ordinario.
A partire dal 1991 ha svolto attività di ricerca in diversi istituti esteri, tra cui, in particolare, le università di Princeton, Oxford, Cambridge e Harvard.
Ha rivestito incarichi didattici anche presso la Scuola normale superiore (1997-2003 e 2006-2008) e presso il Collegio superiore dell'università di Bologna (2009-2011).
È stato Vicedirettore del Dipartimento di astronomia dell'Università di Bologna (2010-2012) e coordinatore del corso di studi per la laurea in astronomia e per la laurea magistrale in astrofisica e cosmologia (2012-2013) e ha rivestito dal novembre 2012 al luglio 2019 la carica di direttore del Collegio superiore dell'università di Bologna. Dal 2015 è vicedirettore del Dipartimento di fisica e astronomia.